# Kyntösaari
Kyntösaari är en ö i Finland. Den ligger i sjön Pihlajavesi och i kommunen Nyslott i  landskapet Södra Savolax, i den sydöstra delen av landet, 260 km nordost om huvudstaden Helsingfors. Öns area är 6,2 hektar och dess största längd är 410 meter i nord-sydlig riktning.